# 4-etil-3-metilheptano
El 4-etil-3-metilheptano es un alcano de cadena ramificada con fórmula molecular C10H22.